# Arbeiter-Illustrierte-Zeitung
«Иллюстри́рованная рабо́чая газе́та» (нем. Arbeiter-Illustrierte-Zeitung) — социалистический иллюстрированный журнал, издававшийся в Берлине с 1921 по 1933 год, а после прихода нацистов к власти в Германии продолжил свою деятельность в изгнании в Праге с 1933 по 1938 год. Выходил на нескольких европейских языках. Основателем и ответственным редактором был немецкий издатель Вилли Мюнценберг. В ноябре 1927 года издание сменило название на AIZ, а в 1936 на — «Die Volks Illustrierte». В 1938 году, после поглощения Германией Чехословакии, издание журнала ненадолго продолжилось в Париже.

## История
История «Arbeiter-Illustrierte-Zeitung» начинается в 1921 году с обращения Владимира Ленина 2 августа 1921 года к международному рабочему классу о помощи населению голодающих районов Советской России, пострадавшему от засухи в Поволжье. В ответ в Германии была создана организация «Международная рабочая помощь» (Межрабпом — Internationale Arbeiterhilfe, сокр. IAH), близкая к Коммунистической партии Германии. Инициатива создания Межрабпома принадлежала «красному миллионеру» Вилли Мюнценбергу, уже проявившему себя в работе с молодёжью и ставшему председателем организации. С целью поддержки её деятельности 7 ноября 1921 года был создан ежемесячный журнал «Sowjet-Russland im Bild» («Советская Россия в фотографиях»), первоначально ориентировавшийся на сообщения о молодом советском государстве, его достижениях и проблемах. 30 ноября 1927 года издание сменило название на AIZ. С 1927 года оно выходило раз в две недели, а с 1928 — раз в неделю. В 1927 году тираж составлял 250 000 экземпляров, в 1930 — 350 000. После прихода к власти нацистов положение журнала резко ухудшилось. Последний немецкий выпуск увидел свет 5 марта 1933 года, после чего он продолжил свою деятельность в Праге, где тираж составлял 12 000 экземпляров. Надежды на нелегальную переправку в Германию не оправдались. В 1936 году AIZ была переименована в «Die Volks Illustrierte». После поглощения Германией Чехословакии издание журнала продолжилось в Париже  — однако ненадолго, там вышло лишь 4 номера. 
Иллюстрации в AIZ поступали в основном из фотографий рабочих. Особенно известны фотомонтажи Джона Хартфилда, который стал постоянным сотрудником издания в 1930 году и был связан с его деятельностью до 1938 года. За это время в журнале было помещено 237 его фотомонтажных работ. Издание до самого конца своей деятельности освещало события в СССР, публиковало работы советских фотографов. Одной из наиболее известных серий стало помещение в 1931 году в журнал фоторепортажа о жизни семьи московского рабочего «24 часа из жизни Филипповых», созданный Аркадием Шайхетом, Максом Альпертом и Соломоном Тулесом.

## Ссылка
- Ирина Толкачёва. Антифашистская политическая сатира в Германии 1920–1930-х гг. Федеральное государственное бюджетное учреждение культуры «Всероссийская государственная библиотека иностранной литературы имени М. И. Рудомино».